# Картлуево
Картлу́ево (чув. Аманик) — деревня в Козловском районе Чувашской Республики России. Входит в состав Карамышевского сельского поселения.

## Название
Рус. название произошло от чув. картлӑ «меченый, имеющий зарубку, отметку, метку, с зарубкой, меткой, надрезом» и уй «поле».
Происхождение названия Аманик можно предположить от слова аманат «заложник». Аманат (араб.) — заложник в Древней Руси, затем в России. От чувашей власти требовали заложников в Золотой Орде, Казанском ханстве. С середины 16 до начала 18 вв. от каждой чувашской деревни 1—2 человек брали в аманатный двор. Возможно, по-чувашски это слово звучало аманик.— Географические названия Чувашской Республики
Прежние названия
Картлуи (1899, 1904), Амалек (1927).

## География
Расстояние до столицы республики, города Чебоксары, составляет 87 км, до районного центра, города Козловка, — 12 км, до железнодорожной станции — 27 км.
Часовой пояс
Деревня Картлуево, как и вся Чувашская Республика, находится в часовой зоне МСК (московское время). Смещение применяемого времени относительно UTC составляет +3:00.

## История
Деревня появилась в XVIII веке как выселок деревни Инелева (ныне — Бигильдино Козловского района). Жители до 1866 года — государственные крестьяне; занимались земледелием, животноводством, торговлей солью, закупкой хлеба, хмеля. В 1892 году открыта церковно-приходская школа, в 1895 году — школа грамоты, в 1902 году — одноклассная земская школа. В начале XX века действовали механическая мельница, хмелепрессовочное заведение с сушилкой, винная и бакалейная лавки. В 1931 году образован колхоз «Динамо».

В декабре 1948 года на реке Аниш в окрестностях Картлуево силами трёх колхозов построена ГЭС.

По состоянию на 1 мая 1981 года деревня Картлуево Карамышевского сельского совета входила в совхоз «Волга»:89.
Религия
В конце XIX — начале XX века жители деревни Картлуи были прихожанами Никольской церкви села Карачево (Никольское) (Построена в 1891 году; деревянная, однопрестольная во имя Святого Николая Чудотворца. Закрыта в 1940 году.).

### Административно-территориальная принадлежность
В составе: Яльчиковской, Никольской (до 1 октября 1927 года) волостей Чебоксарского уезда (до 1 октября 1927 года), Козловского (до 20 декабря 1962 года), Урмарского (до 14 марта 1965 года). С 14 марта 1965 года деревня — вновь в составе Козловского района:166.

Сельские советы: Картлуевский (с 1 октября 1927 года), Дятлинский (с 1 октября 1928 года), Картлуевский (с 31 января 1935 года), Дятлинский (с 14 июня 1954 года), Карамышевский (с 27 февраля 1975 года):165.

## Население
| 2010 | 2012 |
| ---- | ---- |
| 479  | ↗533 |

По данным Всероссийской переписи населения 2002 года в деревне проживали 552 человека, преобладающая национальность — чуваши (98 %).

## Инфраструктура
Функционирует КФХ «Долгова» (по состоянию на 2010 год).

Имеются филиал школы, фельдшерско-акушерский пункт, Дом культуры, библиотека, 3 магазина.

### Памятники и памятные места
Памятник павшим за свободу и независимость в боях Великой Отечественной войны.

## Транспорт
Деревня доступна автотранспортом. Остановки общественного транспорта «Поворот на Картлуево», «Картлуево».